# Chiit
Chiit es el nombre en lengua maya yucateca de una variedad vegetal de la familia de las palmáceas (Thrinax wendlandiana, Becc.; Thrinax argentea, Millsp., Thrinax parviflora, Millsp.; Thrinax radiata). Se le conoce en Yucatán popularmente como huano.
Se trata de una palmera relativamente baja que en la Península de Yucatán alcanza normalmente de 3 a 7 m de altura, inerme, con hojas en forma de abanico; la lámina de un poco más de un metro; fruto aglobado de unos 5 cm de diámetro, de sabor agradable y comestible. 
La fibra celulósica que se produce en su tronco es altamente impermeable y se le llama mirahuano. Esta fibra solía usarse para la confección de almohadas y colchones. Las hojas también son utilizadas para construir áreas sombreadas e incluso para techar casas. De los techados con este material se dice que están hechos de huano.
Hay otra variedad de palmácea muy parecida llamada en maya Xa'an cuyas hojas también reciben el nombre de huano, utilizándose para los mismos fines. En este caso la palma llega a alcanzar los 12 m de altura.